# Danbyholm
Danbyholm är en herrgård i Björkviks socken, Katrineholms kommun, 28 kilometer väster om Nyköping.
Området utgjorde en del av sten- och bronsåldersbygden i Björkviks socken. Under järnåldern låg två gårdar, Danby och Sörby nära Yngaren på den plats säteriet senare växte fram. Fyra skadade och delvis borttagna gravfält nära Danbyholm härrör från yngre järnålder, medan ett gravfält från äldre järnålder är beläget öster om Sörby.
Danby är känt sedan 1337 och var under medeltiden en by. I slutet av 1500- och under 1600-talet tillhörde byn släkten Kruse af Elghammar.
1638 erhöll Danby sätesfrihet, och senare kom även byn Sörby att underläggas säteriet. Den ägdes från 1704 och ungefär 100 år framåt av  ätten De Besche, därefter av ätten Hamilton fram till 1915, då det styckades.
Danbyholms äldsta huvudbyggnad låg på Danbyö. Det nuvarande corps-de-logiet som uppfördes omkring 1730, är en putsad träbyggnad under säteritak med två flyglar på vardera sidan. De båda inre i sten härrör möjligen från omkring 1680, de yttre i trä är uppförda under 1740-talet.
Det finns flera arbetarbostäder på gården, bland annat Lilla och Stora Byggningen, rödfärgade tvåvåningshus, från början innehållande 8–10 lägenheter vardera. Gården har även ett flertal välbevarade ekonomibyggnader.